# Isao Iwabuchi
Isao Iwabuchi (født 17. november 1933, død 16. april 2003) er en japansk fodboldspiller.

## Japans fodboldlandshold
| Japans landshold | Japans landshold | Japans landshold |
| År               | Kmp              | Mål              |
| ---------------- | ---------------- | ---------------- |
| 1955             | 3                | 1                |
| 1956             | 3                | 1                |
| 1957             | 0                | 0                |
| 1958             | 2                | 0                |
| Total            | 8                | 2                |